# Dzhamal Otarsultánov
Dzhamal Sultánovich Otarsultánov –en ruso, Джамал Султанович Отарсултанов– (Solnechnoye, 14 de abril de 1987) es un deportista ruso de origen daguestano que compite en lucha libre.
Participó en los Juegos Olímpicos de Londres 2012, obteniendo una medalla de oro en la categoría de 55 kg. Ha ganado 4 medallas en el Campeonato Europeo de Lucha entre los años 2006 y 2012.

## Palmarés internacional
| Juegos Olímpicos   | Juegos Olímpicos      | Juegos Olímpicos  | Juegos Olímpicos |
| Año                | Lugar                 | Medalla           | Categoría        |
| ------------------ | --------------------- | ----------------- | ---------------- |
| 2012               | Londres (Reino Unido) | Medalla de oro    | 55 kg            |
| Campeonato Europeo |                       |                   |                  |
| Año                | Lugar                 | Medalla           | Categoría        |
| 2006               | Moscú (Rusia)         | Medalla de bronce | 55 kg            |
| 2008               | Tampere (Finlandia)   | Medalla de oro    | 55 kg            |
| 2011               | Dortmund (Alemania)   | Medalla de oro    | 55 kg            |
| 2012               | Belgrado (Serbia)     | Medalla de oro    | 55 kg            |